# 4Q448

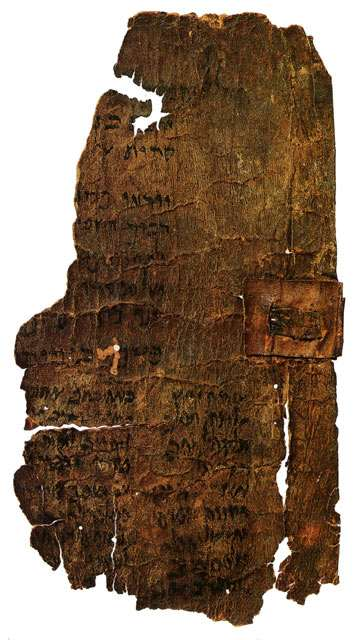
Rękopis 4Q448 – Modlitwa za króla Jonatana

4Q448 – rękopis spisany na pergaminie zawierający Modlitwę za króla Jonatana. Rękopis ten został znaleziony w grocie 4 w Kumran, należy więc do zwojów znad Morza Martwego. Jest datowany na lata pomiędzy 103 a 76 p.n.e. Karta ma wymiary 17,8 na 9,5 cm.
Król Jonatan wymieniony w tym rękopisie to Aleksander Jannaj, monarcha z dynastii Hasmoneuszy, który rządził Judeą w latach od 103 do 76 p.n.e. Odkrycie modlitwy za króla z dynastii Hasmoneuszy wśród rękopisów z Qumran było zaskoczeniem, ponieważ społeczność Qumran stanowczo sprzeciwiała się Hasmoneuszom. Być może nawet wspólnota udała się na odległą pustynię po to by uniknąć kontaktu z władzą Hasmoneuszy i ówczesnym kapłaństwem. Jeśli jest to dowód na różnicę poglądów wśród członków wspólnoty z Qumran to jest to zaledwie jeden taki przypadek na 600 rękopisów niebiblijnych. Istnieje też możliwość, że Jonatan (Jannaj), w przeciwieństwie do innych władców z rodu Hasmoneuszy sprzyjał członkom wspólnoty znad Morza Martwego przynajmniej w pewnym okresie swojego panowania co może tłumaczyć włączenie tej modlitwy do dokumentów z Qumran.
Rękopis ten jest wyjątkowy, można go dokładnie datować na okres panowania króla Jonatana. Zachowały się trzy kolumny pisma, jedna u góry oraz dwie poniżej. Górna kolumna (A) oraz dolna lewa (C) są niekompletne. Skóra jest rozdarta wzdłuż dolnej trzeciej kolumny obok prawego marginesu. Manuskrypt zawiera też łatkę z otworem wykonaną z niegarbowanej skóry o wymiarach 2,9 na 2,9 cm, na brzegu prawej krawędzi. Pozostałości pasków skóry, które zmarszczyły kartę przez środek od prawego brzegu, świadczą prawdopodobnie że zwinięty zwój był wiązany. Zewnętrzny brzeg karty, zapewne z fragmentami mocowań, zdaje się wskazywać, że zachowane teksty znajdowały się na początku zwoju, który pierwotnie był dłuższy. Różnice między położeniem kolumn A i B i C mogą wskazywać, że praca ta nie jest dziełem jednego skryby.
Ten mały manuskrypt zawiera dwie odrębne części. Pierwsza kolumna A zawiera fragmenty psalmów wielbiących Boga. Kolejne kolumny B i C zawierają modlitwę za pomyślność króla Jonatana i jego królestwa. W kolumnie A linie 8-10 są podobne do wersetów Psalmu 154, zachowanego w Zwoju Psalmów oznaczonego 11QPsa. Psalm ten, który nie znalazł się w biblijnej Księdze Psalmów znany jest jednak z Psałterza Syryjskiego pochodzącego z X wieku.